# Jorginho (beach soccer)
Pour les articles homonymes, voir Jorginho.
Jorge Augusto da Cunha Gabriel dit Jorginho, né le 17 octobre 1974 à Rio de Janeiro, est un joueur brésilien de beach soccer. Il fait partie des meilleurs buteurs de l'histoire de la sélection brésilienne de la discipline.
Il est considéré comme l'un des meilleurs joueurs de beach soccer au monde. Pas très physique, Jorge Augusto Gabriel est en revanche doté d'une formidable technique. Capable des gestes les plus fous, il tire toujours son épingle du jeu et peut à lui seul débloquer un match.

## Biographie
Jorginho commence à jouer au beach soccer en 1994, il intègre tout de suite la sélection brésilienne et évolue alors avec des joueurs comme Zico et Júnior.
Jorginho gagne les huit éditions de la première version de la Coupe du monde alors appelée Championnat du monde, se voyant délivrer à deux reprises (1999 et 2004) le titre de meilleur joueur de l'épreuve. En 2005, il prend part à l'édition inaugurale de la Coupe du monde FIFA perdue contre le France. L'année suivante, il est encore de l'aventure pour les qualifications sud-américaines, où il est une nouvelle fois élu meilleur joueur du tournoi mais se brouille avec les dirigeants de l'époque, ce qui lui vaut de ne plus être retenu pour les matchs de la Seleção. C'est donc de chez lui qu'il voit le Brésil remporter 4 nouvelles coupes du monde de suite (de 2006 à 2009).
En 2008, il participe au championnat des États brésiliens avec l'équipe de Rio de Janeiro.
Le tournant pour Jorginho a lieu au mois d'avril 2011 à São Paulo à l'occasion de la Coupe du monde des clubs, qu'il remporte avec le Vasco da Gama en prenant part à la quasi-totalité des matchs. Il fait son retour en sélection pour la Coupe du monde 2011, 6 ans après sa dernière convocation.

## Palmarès

### En sélection
- Coupe du monde (9)
  - Vainqueur en 1995, 1996, 1997, 1998, 1999, 2000, 2002, 2003, 2004
  - Finaliste en 2011
  - 3e en 2005 et 2013

- Championnat de beach soccer de la CONMEBOL (3)
  - Vainqueur en 2005, 2006 et 2011.
  - 3e en 2013

- BSWW Mundialito (8)
  - Vainqueur en 1994, 1997, 1999, 2000, 2001, 2002, 2004 et 2011
  - Finaliste en 2003, 2008 et 2009
  - 3e en 1998

### En club
Vasco da Gama
- Vainqueur du tournoi Rio-São Paulo en 2010[1]
- Vainqueur de la Coupe du monde des clubs de beach soccer en 2011
- Vainqueur de la Coupe du Brésil de beach soccer en 2012

 Crystal Saint-Pétersbourg
- Champion de Russie en 2013

### Individuel
- Coupe du monde de beach soccer
  - Meilleur joueur en 1999 et 2004

- Mundialito
  - Meilleur joueur en 2004